# Saint-Jean-d'Étreux
Saint-Jean-d'Étreux és un municipi francès situat al departament del Jura i a la regió de Borgonya - Franc Comtat. L'any 2007 tenia 140 habitants.

## Demografia

### Població
El 2007 la població de fet de Saint-Jean-d'Étreux era de 140 persones. Hi havia 64 famílies de les quals 20 eren unipersonals (8 homes vivint sols i 12 dones vivint soles), 24 parelles sense fills i 20 parelles amb fills.
La població ha evolucionat segons el següent gràfic:

### Habitatges
El 2007 hi havia 94 habitatges, 65 eren l'habitatge principal de la família, 20 eren segones residències i 9 estaven desocupats. 89 eren cases i 4 eren apartaments. Dels 65 habitatges principals, 52 estaven ocupats pels seus propietaris, 12 estaven llogats i ocupats pels llogaters i 1 estava cedit a títol gratuït; 3 tenien dues cambres, 15 en tenien tres, 16 en tenien quatre i 32 en tenien cinc o més. 57 habitatges disposaven pel capbaix d'una plaça de pàrquing. A 23 habitatges hi havia un automòbil i a 37 n'hi havia dos o més.

### Piràmide de població
La piràmide de població per edats i sexe el 2009 era:
| Homes | Edats   | Dones |
| ----- | ------- | ----- |
| 0     | 95 o +  | 0     |
| 0     | 90 a 94 | 0     |
| 4     | 85 a 89 | 8     |
| 0     | 80 a 84 | 0     |
| 4     | 75 a 79 | 4     |
| 4     | 70 a 74 | 4     |
| 0     | 65 a 69 | 0     |
| 4     | 60 a 64 | 4     |
| 4     | 55 a 59 | 0     |
| 12    | 50 a 54 | 4     |
| 0     | 45 a 49 | 4     |
| 0     | 40 a 44 | 4     |
| 12    | 35 a 39 | 0     |
| 0     | 30 a 34 | 4     |
| 4     | 25 a 29 | 4     |
| 4     | 20 a 24 | 0     |
| 0     | 15 a 19 | 8     |
| 0     | 10 a 14 | 0     |
| 0     | 5 a 9   | 0     |
| 4     | 0 a 4   | 4     |

## Economia
El 2007 la població en edat de treballar era de 94 persones, 67 eren actives i 27 eren inactives. De les 67 persones actives 62 estaven ocupades (31 homes i 31 dones) i 5 estaven aturades (3 homes i 2 dones). De les 27 persones inactives 17 estaven jubilades, 7 estaven estudiant i 3 estaven classificades com a «altres inactius».

### Ingressos
El 2009 a Saint-Jean-d'Étreux hi havia 70 unitats fiscals que integraven 149 persones, la mediana anual d'ingressos fiscals per persona era de 15.680 €.

### Activitats econòmiques
Dels 2 establiments que hi havia el 2007, 1 era d'una empresa alimentària i 1 d'una empresa de fabricació d'altres productes industrials.
L'any 2000 a Saint-Jean-d'Étreux hi havia 9 explotacions agrícoles.

## Poblacions més properes
El següent diagrama mostra les poblacions més properes.